# Один у темряві
Один у темряві (англ. Alone in the Dark) — американський фільм жахів 1982 року.

## Сюжет
З психіатричної лікарні втікають четверо пацієнтів. Вони переконані, що новий доктор Ден Поттер вбив їх старого лікаря Лео Бейна. Це вони сприйняли як загрозу їх мирному існуванню в лікарні. В цей час у місті вимикається електрика. У темряві ночі божевільні оточують будинок Поттера і готуються до кривавої помсти.

## У ролях
| Актор           | Роль                          |
| --------------- | ----------------------------- |
| Джек Паланс     | Френк Хоукс                   |
| Дональд Плезенс | доктор Лео Бейн               |
| Мартін Ландау   | Байрон «Проповідник» Саткліфф |
| Дуайт Шульц     | доктор Ден Поттер             |
| Ерланд ван Лідт | Рональд «Фатті» Елстер        |
| Дебора Хедуолл  | Нелл Поттер                   |
| Лі Тейлор-Аллан | Тоні Поттер                   |
| Філліп Кларк    | Том Сміт / Скеггс             |
| Елізабет Ворд   | Ліла Поттер                   |
| Брент Дженнінгс | Рей Кертіс                    |